# 소피아 레다르프
소피아 레다르프(Sofia Ledarp, 1974년 4월 8일 ~ )는 스웨덴의 배우이다. 제43회 굴드바게상 여우주연상 수상자이다.

## 출연 작품
- 글라다 할스닝가 프란 미상거트래스크 (2015)
- 위 해브 투 토크 (2014)
- 파일럿 (2012)
- 곤 (2011)
- 밀레니엄 : 제3부 벌집을 발로 찬 소녀 (2009)
- 밀레니엄 : 제2부 불을 가지고 노는 소녀 (2009)
- 밀레니엄 제1부 - 여자를 증오한 남자들 (2009)
- 이노센틀리 컨빅티드 (2008)
- 투 러브 썸원 (2007)
- 에브리 아더 위크 (2006)